# Baniasta Turnia
Baniasta Turnia (słow. Kupola, niem. Szontaghspitze, węg. Szontaghcsúcs) – wybitna turnia o wysokości 2414 m n.p.m. w słowackich Tatrach Wysokich. Jest pierwszym wzniesieniem w bocznej grani odchodzącej na południowy wschód od Małej Wysokiej. Znajduje się między tym szczytem, oddzielona Obłazową Przełęczą, a Zwalistą Turnią oddzieloną Zwalistą Przełęczą.
Nieco poniżej wierzchołka Baniastej Turni znajduje się wzniesienie zwane Baniastą Strażnicą, które jest dobrze widoczne szczególnie z Doliny Staroleśnej. Na Baniastą Turnię nie prowadzą żadne znakowane szlaki turystyczne, choć jest łatwo dostępna dla turystów.
Nazwa Baniastej Turni pochodzi od jej kształtu, gdyż od strony Doliny Staroleśnej wygląda na okrągłą. Nazwy niemiecka i węgierska zostały nadane na cześć Miklósa Szontagha seniora.

## Historia
Pierwsze wejścia turystyczne:
- Edward Koelichen, Jan Koelichen, Franciszek Krzyształowicz, Kazimierz Przerwa-Tetmajer, Tadeusz Boy-Żeleński, Klemens Bachleda, Jan Bachleda Tajber, Józef Haziak i Jan Obrochta Tomkowy, 14 sierpnia 1892 r. – letnie
- doktor Jablonszky, jego towarzysz i przewodnik Johann Breuer, 15 kwietnia 1911 r. – zimowe[2]

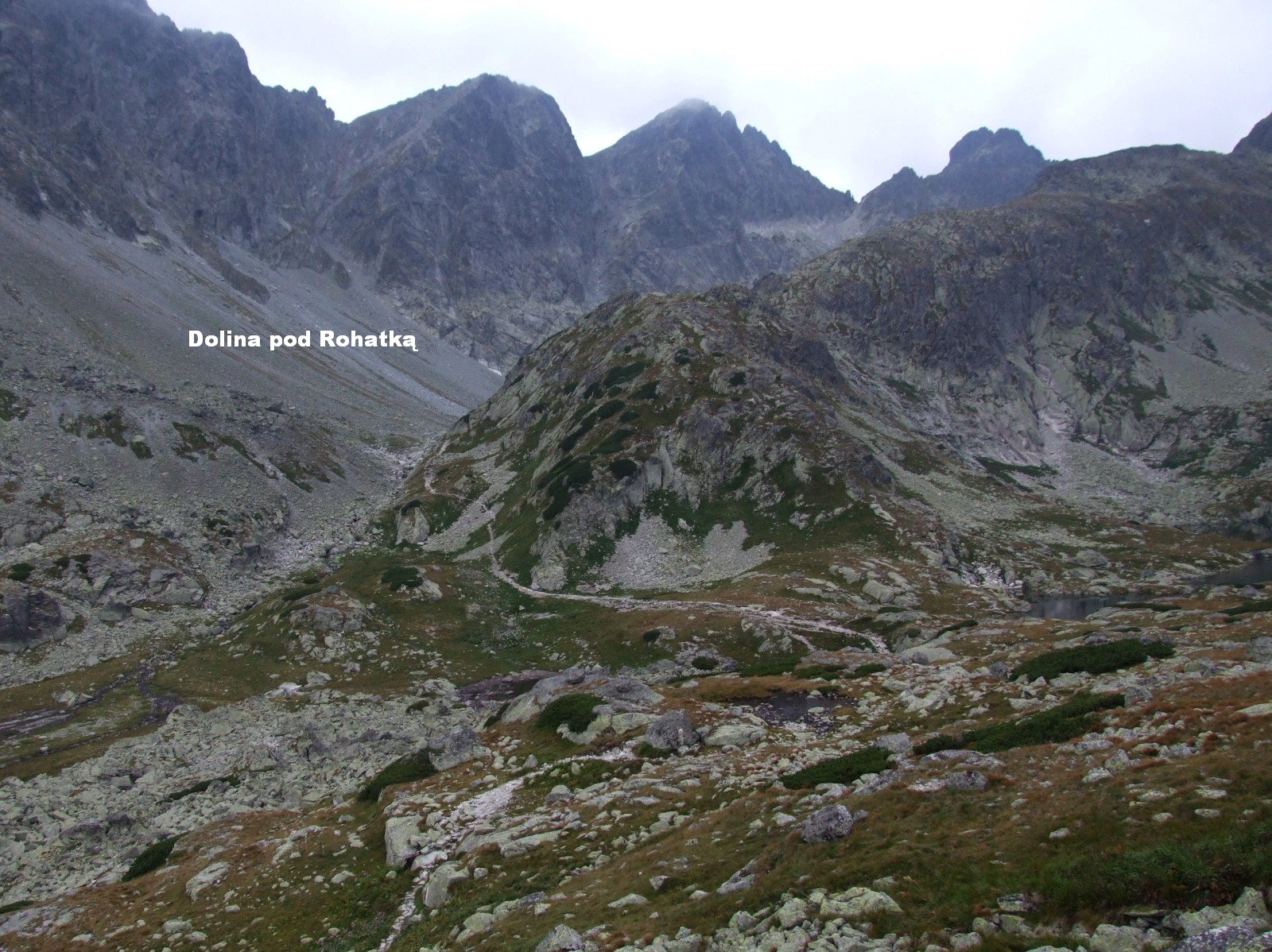
Widok na Obłazową Przełęcz z Doliny Staroleśnej